# Мичуриновка (Крым)
Мичу́риновка (укр. Мічурінівка, крымскотат. Micurinovka, Мичуриновка) — село в Джанкойском районе Крыма, входит в состав Изумрудновского сельского поселения (Изумрудновского сельского совета).

## Население
| 2001 | 2014 |
| ---- | ---- |
| 186  | ↘166 |

Всеукраинская перепись 2001 года показала следующее распределение по носителям языка
| Язык       | Процент |
| ---------- | ------- |
| русский    | 94.09   |
| украинский | 5.38    |
| другие     | 0.54    |

## Современное состояние
На 2017 год в Мичуриновке числится 2 улицы — Газовиков и Центральная; на 2009 год, по данным сельсовета, село занимало площадь 11 гектаров на которой, в 75 дворах, проживало 188 человек.
Мичуриновка — небольшое село в центре района, в степном Крыму, фактически, в черте Джанкоя, в районе южной окраины (примерно в 7,5 километрах по шоссе), там же ближайшая железнодорожная станция, высота центра села над уровнем моря — 18 м.
На сайте Изумрудновского сельсовета содержится информация, что небольшое армянское селение Арарат, возникшее, вероятно, в конце 1920-х годов (в Списке населённых пунктов Крымской АССР по Всесоюзной переписи 17 декабря 1926 года оно ещё не числилось) в 1948 году было переименовано в Мичуриновку, хотя в тексте указа Президиума Верховного Совета РСФСР от 18 мая 1948 года подобной информации нет. Время включения в Выселковскский (с 1963 года — Днепровский) сельсовет пока не выяснено: на 15 июня 1960 года село уже числилось в его составе. С 1982 года село в составе Изумрудновского сельсовета. По данным переписи 1989 года в селе проживало 211 человек. С 12 февраля 1991 года село в восстановленной Крымской АССР, 26 февраля 1992 года переименованной в Автономную Республику Крым. С 21 марта 2014 года в составе Крыма аннексирована Россией.